# Обмен заключёнными между Россией и странами Запада

Освобождённых россиян в аэропорту встречает президент Путин

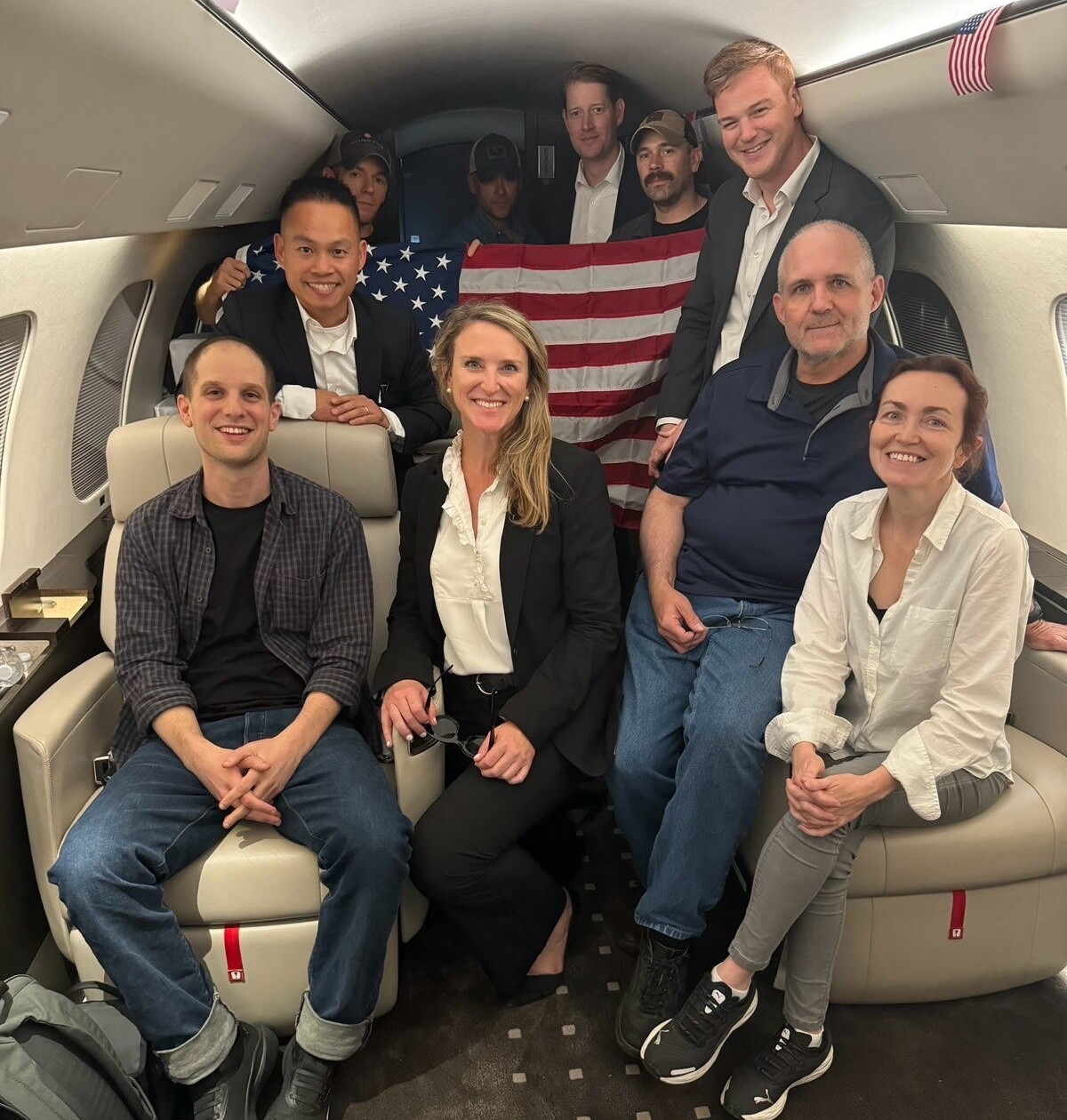
Освобождённые американцы на обратном рейсе в США

Обмен заключёнными между Россией, Белоруссией и западными странами состоялся 1 августа 2024 года. В Россию из Германии, Норвегии, Польши, Словении и США были возвращены находившиеся там в заключении 8 граждан России и двое детей супружеской пары заключённых. Россия, в свою очередь, освободила и передала 16 человек, включая ряд политзаключённых и одно лицо, освобождённое и переданное белорусскими властями.
Данный обмен стал крупнейшим со времён окончания Холодной войны, в результате которого Россия обменяла политзаключённых на сотрудников своих спецслужб.

## Несостоявшийся обмен Навального на Красикова
Переговоры об обмене между Россией и Западом шли по разным каналам несколько лет, в разных конфигурациях. Так, в начале 2022 года расследователь Bellingcat Христо Грозев предлагал американской и немецкой стороне произвести совместный обмен, где ключевой фигурой со стороны Запада был бы Вадим Красиков, а со стороны России — Алексей Навальный. Также Грозев составил список заключённых россиян, которых США мог бы обменять на Уилана и Гершковича. Изначально Россия считала необходимым вести переговоры только с США, исходя из своего убеждения о том, что США может повлиять на Германию. Владимир Путин надеялся обменять Красикова на арестованного американского журналиста Эвана Гершковича, но план Путина провалился, так как в Германии не интересовались арестованными в России «американскими шпионами», но готовы были обсуждать обмен Красикова только на Навального, которого хорошо знали в Германии после истории с его отравлением. Впоследствии, Гершкович вошёл в итоговый список обменянных со стороны России.
Переговоры об обмене усложнялись тем, что министр иностранных дел Германии Анналена Бербок считала, что освобождение Красикова недопустимо и служит плохим сигналом. Но к октябрю 2023 года консенсус был найден: обмен 8 на 8, где главными фигурами для обмена были Красиков и Навальный. Однако после смерти Навального в феврале 2024 года, Запад потерял интерес к переговорам.
The Wall Street Journal сообщал, что США и Германия изначально надеялись, что Навальный может быть освобождён в рамках широкого соглашения, которое начало формироваться в начале 2024 года, после встречи Джо Байдена и Олафа Шольца в Белом доме. После смерти Навального обе страны объединились, собрав пакет предложений по обмену. По словам председателя Фонда борьбы с коррупцией Марии Певчих, итоговый список россиян для обмена помогали составлять она и Христо Грозев.

## Организация и проведение обмена
В апреле 2024 года немецкая сторона дала понять, что их ещё может интересовать обмен, но только асимметричный: за одного Красикова Россия должна отдать сразу несколько политзаключённых. Изначально с российской стороны ключевой фигурой в переговорах был глава Пятой службы ФСБ Сергей Беседа, но его позиции после череды провалов и коррупционных скандалов пошатнулись. После его отставки новый глава Алексей Комков оживил переговорный процесс. Примерно в то же время к переговорному процессу официально присоединилась немецкая BND. После этого переговоры возобновились, и в течение нескольких недель стороны согласовали свои позиции. По данным CNN, главным ведомством, которое вело переговоры, было ЦРУ и его директор Уильям Бёрнс, а сами переговоры велись с российской разведкой на личных встречах и по телефону. Представители разведок встречались на территории «третьей страны», где США выдвинули предложения о параметрах обмена. Через несколько дней представители России дали «принципиальное согласие» на обмен в таком формате, а официальный ответ с согласием был озвучен российской стороной в середине июля по тому же каналу.
В конце июля 2024 года российские власти этапировали в неизвестном направлении группу политзаключённых. В это же время несколько россиян, осуждённых в США, исчезли из базы данных американских тюрем. Это дало ряду экспертов предположить готовящийся обмен.
1 августа 2024 года телеканал CNN, ссылаясь на источники в Белом доме, сообщил, что Россия и США договорились о масштабном обмене заключёнными и его процесс уже запущен. Национальная разведывательная организация Турции выступила посредником в проведении операции по обмену 26 заключённых из семи стран. По данным CBS, в рамках обмена Россия должна была выдать как минимум 12 политзаключённых. Reuters сообщил, что обмен происходил под координацией турецкой разведки.

В переговорах между Россией и западными странами участвовали Белый дом, МИД и ЦРУ. Обмен состоялся в турецкой столице Анкаре на территории аэропорта Эсенбога.

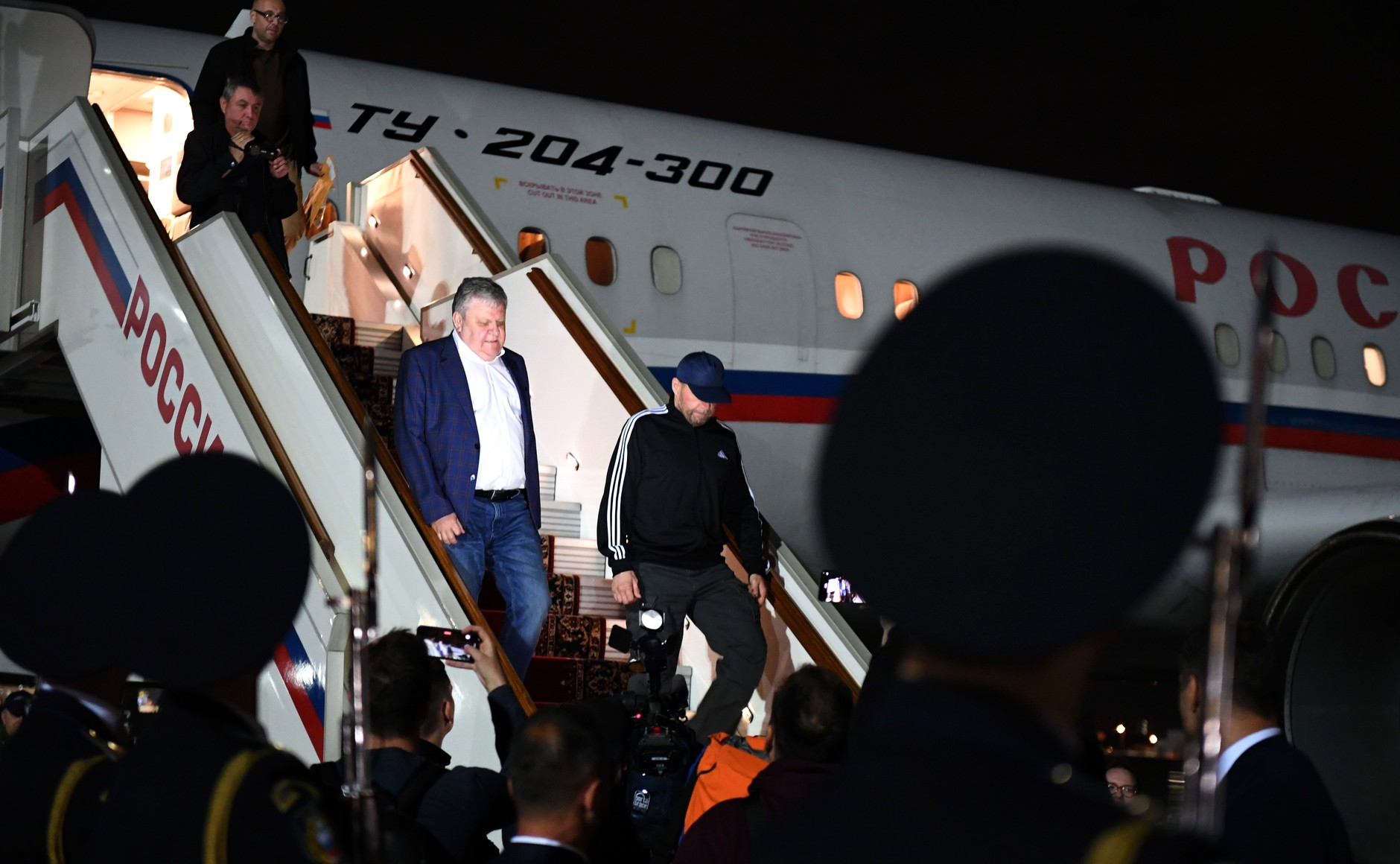
Заключённые, вернувшиеся в Россию, прибыли в аэропорт Внуково-2

1 августа 2024 года, около 22:30 по московскому времени, Владимир Путин лично с почётным караулом Президентского полка встретил освобождённых россиян, прибывших в аэропорт Внуково-2, поблагодарив их «за верность присяге» и сообщив, что те, кто имеет прямое отношение к военной службе, будут представлены к госнаградам. В Германии 13 освобождённых человек встретил в аэропорту Кёльн/Бонн канцлер Олаф Шольц, а также Мария Певчих и Христо Грозев. Троих освобождённых американцев на авиабазе Эндрюс встречали президент США Джо Байден и вице-президент Камала Харрис.
2 августа 2024 года Кремль признал службу Вадима Красикова в ФСБ России. Как сообщил Дмитрий Песков, Красиков служил в подразделении «Альфа» с охранниками Путина. Также Москва признала работу супругов Дульцевых на российскую разведку. По словам Пескова, они были нелегальными разведчиками, а их дети узнали о связи родителей с Россией только в самолёте в Москву и не говорят по-русски. В Словении супруги выдавали себя за аргентинцев.

## Обменянные лица и несостоявшиеся кандидаты
Всего в обмене участвовали 24 человека. В ходе обмена России было передано 8 человек из 6 стран, в свою очередь Россия передала 16 заключённых: 13 человек — Германии, 3 — США. По данным советника по нацбезопасности США Джейка Салливана и СМИ, Красиков являлся «ключевой фигурой» обмена.

### Заключённые в России и Белоруссии
Все были заключены в России, кроме № 16 — Рико Кригера, гражданина Германии, заключённого в Белоруссии.
| №                                                                                      | Имя                                     | Гражданство                              | Описание |
| -------------------------------------------------------------------------------------- | --------------------------------------- | ---------------------------------------- | --- |
| Осужденные и заключённые за шпионаж или государственную измену                         |                                         |                                          | |
| 1                                                                                      | Эван Гершкович                          | США                                      | Журналист The Wall Street Journal. 19 июля 2024 года приговорён к 16 годам лишения свободы по обвинению в шпионаже. Первый случай ареста американского журналиста в России по этому обвинению с 1986 года. |
| 2                                                                                      | Пол Уилан                               | США · Канада · Ирландия · Великобритания | Бывший морской пехотинец США. В июне 2020 года приговорён к 16 годам лишения свободы по обвинению в шпионаже. |
| 3                                                                                      | Кевин Лик                               | Россия · Германия                        | 19-летний гражданин России и Германии, приговорён в декабре 2023 года к 4 годам лишения свободы по статье о государственной измене. По данным ФСБ, «осуществлял визуальное наблюдение» и фотографировал в Майкопе «места дислокации» российских войск. |
| 4                                                                                      | Демури (Дитер) Воронин                  | Россия · Германия                        | Политолог, приговорён к 13 годам и 3 месяцам лишения свободы по обвинению в государственной измене. Фигурант дела журналиста Ивана Сафронова. |
| 5                                                                                      | Владимир Кара-Мурза                     | Россия · Великобритания                  | Российский оппозиционный политик. 17 апреля 2023 года приговорён к 25 годам лишения свободы по обвинению в государственной измене, «закону о фейках» и в сотрудничестве с «нежелательной организацией». |
| 6                                                                                      | Герман Мойжес                           | Россия · Германия                        | Юрист, помогавший россиянам получить ВНЖ в Евросоюзе. Задержан в мае 2024 года по подозрению в государственной измене. Приговор не вынесен. |
| Осужденные по «закону о фейках» (РФ)                                                   |                                         |                                          | |
| 7                                                                                      | Алсу Курмашева                          | Россия · США                             | Журналистка татаро-башкирской службы Радио «Свобода». В июле 2024 года приговорена к 6,5 годам лишения свободы по «закону о фейках» из-за опубликованной книги с историями россиян, критикующих нападение на Украину. |
| 8                                                                                      | Илья Яшин                               | Россия                                   | Российский оппозиционный политик. В декабре 2022 года приговорён к 8,5 годам лишения свободы за распространение военных «фейков» за видео о резне в Буче на своём YouTube-канале. |
| 9                                                                                      | Олег Орлов                              | Россия                                   | Правозащитник, сопредседатель «Мемориала». В феврале 2024 года приговорён к 2,5 годам лишения свободы по «закону о фейках» за антивоенную статью, в которой назвал путинский режим «тоталитарным и фашистским». |
| 10                                                                                     | Александра Скочиленко                   | Россия                                   | Художница. 16 ноября 2023 года приговорена к 7 годам лишения свободы по статье за распространение военных «фейков» из-за расклейки пацифистских ценников в магазине. |
| Осужденный за создание «нежелательной организации»                                     |                                         |                                          | |
| 11                                                                                     | Андрей Пивоваров                        | Россия                                   | Российский оппозиционный политик. Исполнительный директор движения «Открытая Россия». 22 ноября 2022 года приговорён к 4 годам лишения свободы по обвинению в осуществлении деятельности нежелательной организации из-за 30 постов в соцсетях и одного репоста. Должен был выйти на свободу в сентябре 2024 года. |
| Осужденные за создание «экстремистских сообществ» — главы штабов Навального в регионах |                                         |                                          | |
| 12                                                                                     | Лилия Чанышева                          | Россия                                   | Все трое — российские политические и общественные деятели, главы штабов Навального в Уфе, Томске и в Барнауле соответственно. Осуждены за «создание экстремистского сообщества», а Фадеева и Останин также «участие в НКО, посягающей на права граждан». Чанышева была приговорена к 9,5 годам лишения свободы и штрафу 400 тысяч рублей; Фадеева и Останин к 9 годам каждый, первая также со штрафом 500 тысяч рублей. |
| 13                                                                                     | Ксения Фадеева                          | Россия                                   | Все трое — российские политические и общественные деятели, главы штабов Навального в Уфе, Томске и в Барнауле соответственно. Осуждены за «создание экстремистского сообщества», а Фадеева и Останин также «участие в НКО, посягающей на права граждан». Чанышева была приговорена к 9,5 годам лишения свободы и штрафу 400 тысяч рублей; Фадеева и Останин к 9 годам каждый, первая также со штрафом 500 тысяч рублей. |
| 14                                                                                     | Вадим Останин                           | Россия                                   | Все трое — российские политические и общественные деятели, главы штабов Навального в Уфе, Томске и в Барнауле соответственно. Осуждены за «создание экстремистского сообщества», а Фадеева и Останин также «участие в НКО, посягающей на права граждан». Чанышева была приговорена к 9,5 годам лишения свободы и штрафу 400 тысяч рублей; Фадеева и Останин к 9 годам каждый, первая также со штрафом 500 тысяч рублей. |
| Прочие                                                                                 |                                         |                                          | |
| 15                                                                                     | Патрик Шёбель                           | Германия                                 | Турист, задержанный 16 января 2024 года в петербургском аэропорту Пулково с пакетом с шестью мармеладными мишками, в которых содержалась марихуана. Обвинялся в контрабанде наркотиков. Приговор не вынесен. |
| 16                                                                                     | Рико Кригер (был заключён в Белоруссии) | Германия                                 | Белорусскими властями обвинён в участии в боевых действиях на Украине в составе белорусского полка им. Кастуся Калиновского, приговорён к смертной казни по статье за терроризм, помилован за 2 дня до обмена. |

### Заключённые в странах Запада
Все граждане России, кроме, заключённого в Польше, агента ГРУ Павла Рубцова, имеющего двойное гражданство России и Испании.
| №                                          | Имя                                       | Страна заключения | Описание |
| ------------------------------------------ | ----------------------------------------- | ----------------- | --- |
| 1                                          | Вадим Красиков                            | Германия          | Офицер российских спецслужб, приговорённый в 2021 году в Германии к пожизненному лишению свободы за заказное убийство Зелимхана Хангошвили. Ключевая фигура обмена. |
| Обвиняемые в шпионаже и осужденные за него |                                           |                   | |
| 2                                          | Вадим Конощенок                           | США               | Полковник ФСБ. Задержан в октябре 2022 года в Эстонии, в июле 2023 года экстрадирован в США. Обвинялся в США в сговоре с целью закупок военных технологий для оборонного сектора России в обход санкций. Приговор не вынесен. |
| 3                                          | Павел Рубцов (гражданин России и Испании) | Польша            | Агент ГРУ. В марте 2022 года арестован в Польше, где работал журналистом испанских изданий под именем Пабло Гонсалес, по обвинению в шпионаже в пользу России. Был внедрён в окружение Жанны Немцовой. Приговор не вынесен. |
| 4                                          | Михаил Микушин                            | Норвегия          | Полковник ГРУ. В октябре 2022 года арестован в Норвегии по обвинению в шпионаже. Представился гражданином Бразилии Хосе Ассисом Джаммарией, но в декабре 2023 года сообщил, что россиянин. Приговор не вынесен. |
| 5                                          | Артём и Анна Дульцевы                     | Словения          | Супруги, агенты СВР. 31 июля 2024 года Дульцевы приговорены к 1 году и 7 месяцам заключения за шпионаж. По версии словенской контрразведки, супруги оплачивали работу осведомителей СВР в разных концах Европы. |
| 6                                          | Артём и Анна Дульцевы                     | Словения          | Супруги, агенты СВР. 31 июля 2024 года Дульцевы приговорены к 1 году и 7 месяцам заключения за шпионаж. По версии словенской контрразведки, супруги оплачивали работу осведомителей СВР в разных концах Европы. |
| Осужденные за мошенничество                |                                           |                   | |
| 7                                          | Роман Селезнёв                            | США               | Российский хакер под псевдонимом Track2. Сын депутата Государственной думы Валерия Селезнёва. В 2011 году в США ему заочно предъявили обвинения в кибермошенничестве с целью хищения данных банковских карт. В 2014 году арестован на Мальдивах и выдан в США, где приговорён в 2017 году к 27 годам заключения за мошенничество, компьютерный взлом, хранение незаконно приобретённых банковских карт и хищение личных данных. |
| 8                                          | Владислав Клюшин                          | США               | Российский хакер. В сентябре 2023 года приговорён к 9 годам заключения за компьютерный взлом, мошенничество с применением электронных средств и мошенничество с ценными бумагами. Основатель компании «М13», разработавшей систему мониторинга блогов и СМИ «Катюша», которую используют Администрация Президента России и Министерство обороны.                                                                                |

### Несостоявшиеся кандидаты
Помимо умершего Алексея Навального, также обсуждались, но не были включены в обмен со стороны России следующие лица — американец Марк Фогель (впоследствии освобожденный 11 февраля 2025 года) и гражданка США и РФ Ксения Карелина. По словам Ильи Яшина, в последний момент из списков на обмен были выведены технический директор YouTube-канала «Навальный LIVE» Даниэль Холодный и антивоенный муниципальный депутат Алексей Горинов.
Со стороны США для обмена рассматривался российский IT-предприниматель Александр Винник, который в рамках сделки с прокуратурой США был осуждён к 10 годам лишения свободы за отмывание около 4 миллиардов долларов США с помощью криптовалют.
Кроме обменянных лиц и несостоявшихся кандидатов, российские правозащитники и юристы указали, что в России в заключении содержатся сотни узников совести, среди которых — журналист Иван Сафронов, антивоенный блогер Дмитрий Иванов, поэтесса и драматург Евгения Беркович.

## После обмена
Прибывшие в Германию после освобождения из заключения Илья Яшин и Владимир Кара-Мурза дали пресс-конференцию, на которой сообщили, что им не выдали заграничных паспортов. Яшин заявил: «То, что со мной произошло первого числа, я не рассматриваю как обмен, я рассматриваю это мероприятие именно как незаконное выдворение из России против моей воли». Яшин сказал, что написал заявление на имя начальника СИЗО «Лефортово», в котором отказался дать согласие «на высылку за пределы России». Он также заявил, что хочет вернуться в Россию, но ему дали понять, что его возвращение «исключит любые обмены политзаключёнными в обозримой перспективе».

### Реакция

#### В США
Президент США Джо Байден заявил, что «сделка, которая сделала это возможным, была результатом дипломатии и дружбы. […] О нас также многое говорит тот факт, что эта сделка включает в себя освобождение российских политических заключённых. Они выступали за демократию и права человека. Их собственный лидер посадил их в тюрьму. Соединённые Штаты также помогли добиться их освобождения».
Республиканский представитель Майкл Маккол, председатель Комитета по иностранным делам Палаты представителей, похвалил обмен и заявил, что «у Путина есть стратегия арестовывать людей для переговоров».
Кандидат в президенты США Дональд Трамп потребовал предоставить подробности об обмене заключёнными между Россией с одной стороны и США, Германией, а также ещё несколькими странами — с другой. По мнению Трампа, американское правительство могло заплатить за сделку. Позднее, во время предвыборного митинга, Трамп поздравил Путина «с успешной сделкой» и заявил, что тот перехитрил представителей американской администрации.

#### В России
В пресс-службе Кремля заявили, что «решение о подписании указов [о помиловании] было принято с целью возвращения граждан РФ, задержанных и находившихся в заключении на территории иностранных государств». Было отмечено, что российская сторона признательна руководству всех стран, оказавших содействие в подготовке обмена, а также благодарна Александру Лукашенко за помилование приговорённого в Белоруссии к смертной казни Рико Кригера.
По сведениям Meduza, государственным и провластным СМИ были выданы рекомендации от информационного блока Кремля, как следует освещать обмен. При упоминании политзаключённых следовало указывать конкретные статьи и сроки, которые получили участники обмена. Российских политзаключённых СМИ предложено называть «вредителями и предателями», «агентами Запада» и «ничего страшного не случилось — избавились от лишних». Полученных в рамках обмена граждан следовало отмечать как возвращение тех, кто «работал на Родину», например, в сюжетах о Вадиме Красикове следовало указывать, что он «устранил полевого командира, врага».
Новая газета отмечает, что российские провластные медиа, в целом, отрабатывали тему обмена заключённых сдержанно и чаще всего в новостном формате: россиян обменяли на «группу лиц, которые действовали в интересах иностранных государств и вели подрывную деятельность». В данном формате комментировал обмен Заместитель председателя Совета безопасности России Дмитрий Медведев, заявив, что надо «вытащить своих» в обмен на предателей.

#### Мировое сообщество
Мировое сообщество приветствовало обмен. Верховный представитель ЕС по иностранным делам и политике безопасности Жозеп Боррель заявил, что «Европейский союз с облегчением воспринял освобождение и передачу на свободу, за пределы России и Белоруссии ряда политических заключённых». Генсек НАТО Йенс Столтенберг заявил, что «это достижение стало возможным благодаря тесному сотрудничеству между союзниками по НАТО».
Международная правозащитная организация Amnesty International заявила об определённом «привкусе горечи» в связи с обменом: «Убийца и другие преступники, осуждённые справедливым судом, теперь выходят на свободу в обмен на людей, которые просто воспользовались своим правом на свободу выражения мнений».